# Blackpink Arena Tour 2018 "Special Final in Kyocera Dome Osaka"
Blackpink Arena Tour 2018 "Special Final in Kyocera Dome Osaka" è il primo album dal vivo del girl group sudcoreano Blackpink, pubblicato il 13 marzo 2019 dalla Avex Entertainment.

## Descrizione e pubblicazione
Il primo concerto giapponese del gruppo Blackpink Arena Tour è iniziato a luglio 2018, ha visitato tre città del Giappone e ha ospitato un totale di otto concerti, riunendo un totale di 125 000 spettatori. Questo disco contiene video dal vivo dello spettacolo finale all'Osaka Dome il 24 dicembre 2018 con la partecipazione di 50 000 fan. L'album include Boombayah, Whistle, Stay, Playing with Fire, As If It's Your Last e Ddu-Du Ddu-Du in versione giapponese.
La pubblicazione della versione video era originariamente prevista per il 13 marzo 2019, ma è stato rinviato al 22 marzo.

## Tracce
Download digitale
1. Ddu-Du Ddu-Du – 3:47
2. Forever Young – 3:55
3. Whistle (Acoustic Version) – 3:33
4. Stay – 3:55
5. Rosé – Let It Be/You & I/Only Look at Me – 4:56
6. Kim Ji-soo – Yujino Hana – 5:39
7. Jennie Kim – Solo – 2:50
8. Last Christmas/Rudolph the Red-nosed Reindeer – 3:52
9. Kiss and Make Up – 3:10
10. So Hot (Theblacklabel Remix) – 2:24
11. Really – 3:17
12. See U Later – 3:17
13. Boombayah – 4:04
14. Playing with Fire – 3:18
15. As If It's Your Last – 3:42

Blu-ray Disc
- Live [2018.12.24@京セラドーム大阪]

1. -Opening-
2. Ddu-Du Ddu-Du
3. Forever Young
4. -MC-
5. Whistle (Acoustic Version)
6. Stay
7. -Movie-
8. Let It Be/You & I/Only Look at Me
9. 雪の華
10. Solo
11. -Movie-
12. -MC-
13. ラスト・クリスマス ~ 赤鼻のトナカイ
14. -Movie-
15. Kiss and Make Up
16. So Hot (Theblacklabel Remix)
17. -MC-
18. Really
19. See U Later
20. -Movie-
21. Boombayah
22. Playing with Fire
23. -MC-
24. As If It's Your Last
25. Whistle (Remix)
26. Ddu-Du Ddu-Du
27. -MC-
28. Stay (Remix)
29. Making of Blackpink Arena Tour 2018

- Blackpink Arena Tour 2018 "Special Final in Kyocera Dome Osaka" [Multi Angle]

1. Ddu-Du Ddu-Du (Jennie/Lisa/Jisoo/Rosé)
2. Stay (Jennie/Lisa/Jisoo/Rosé)
3. See U Later (Jennie/Lisa/Jisoo/Rosé)
4. Boombayah (Jennie/Lisa/Jisoo/Rosé)
5. As If It's Your Last (Jennie/Lisa/Jisoo/Rosé)
6. Surprise Movie "Dear Blackpink from Blink Japan"

## Successo commerciale
Il disco ha raggiunto la nona posizione nella lista dei DVD Oricon con 4 104 copie vendute, e la versione Blu-ray ha raggiunto la 17ª posizione con 2 535 copie vendute.

## Classifiche
| Classifica (2019) | Posizione massima |
| ----------------- | ----------------- |
| Giappone          | 9                 |